# 2045 Пекинг
2045 Пекинг је астероид главног астероидног појаса чија средња удаљеност од Сунца износи 2,379 астрономских јединица (АЈ).
Апсолутна магнитуда астероида је 12,2.